# Il est né le divin enfant
Il est né le divin enfant  (Ha nacido el divino niño) es un Villancico navideño francés popular de inspiración cristiana que recuerda el nacimiento de Cristo.
Esta canción fue publicada por primera vez en 1874 en una selección de Aires de Navidad de Lorena reunidos por el organista de la catedral de Saint-Dié-des-Vosges, R. Grosjean.
La melodía deriva de un aire de caza francés del siglo XVII, la tête bizarde (la cabeza inusual).